# Lithopone
Als Lithopone wird ein künstliches ungiftiges Weißpigment aus Bariumsulfat und Zinksulfid bezeichnet. Das Gemisch wird in einem speziellen Herstellungsverfahren aus Baryt (BaSO4) und Sphalerit (ZnS) beziehungsweise Wurtzit (β-ZnS) erzeugt. Lithopone wird im Colour Index als C.I. Pigment White 5 geführt.

## Herstellung
Das Bariumsulfat Baryt wird zunächst in einem carbothermischen Verfahren in Bariumsulfid umgewandelt. Die Zinksulfide Sphalerit und Wurtzit werden durch Rösten in Zinkoxid überführt und mit Schwefelsäure in Zinksulfat umgewandelt. Durch chemische Reaktion von Zinksulfat und Bariumsulfid in wässrigem Milieu entsteht dann das erforderliche Lithopone-Gemisch als Niederschlag aus Bariumsulfat und Zinksulfid:
{\displaystyle \mathrm {BaS+ZnSO_{4}\longrightarrow BaSO_{4}+ZnS} }
Alternativ kann als Zinklieferant auch metallisches Zink oder eine andere in Schwefelsäure lösliche Zinkverbindung verwendet werden.

## Produktarten
Je nach Gehalt an Zinksulfid werden verschiedene Arten von Lithopone unterschieden. Mit steigendem Zinksulfid-Gehalt (10 % bei Gelbsiegel bis 60 % bei Silbersiegel) nimmt dabei auch dessen Helligkeit zu. Wobei 30 % bei Rotsiegel und 40 % bei Grünsiegel vorkommt. Daneben kann es auch bis zu 2 % Zinkoxid (ZnO) enthalten. Entdeckt wurde Lithopone in der ersten Hälfte des 18. Jahrhunderts. 1853 wurde es erstmals von De Douhet hergestellt. Das Verfahren wurde 1850 patentiert. 1871/1874 finden sich erste vereinzelte Belege für die Anwendung von Lithopone. Es wird heute noch in Grundierungs- und Malerfarben sowie in Spachtelmassen benutzt. Man findet es außerdem in Pastellstiften, Ölfarben und Kunststoffdispersionen. Es ist gut lichtbeständig und mit anderen Pigmenten und Bindemitteln kombinierbar.
Lithopone wird auch als Charltonweiß, Chinesisches Permanentweiß, Deckweiß, Emailweiß, Schwefelzinkweiß oder Sulfidweiß bezeichnet.